# 蝎子人
蠍子人（英語：Scorpion），本名麥克·加根（Mac Gargan）。是一名出現於漫威漫畫的虛構超級反派角色，由史丹·李與史蒂夫·迪特科所創作。角色首次登場於《Amazing Spider-Man》第19期（1964年12月）。

## 人物
麥克唐納·「麥克」·加根（MacDonald "Mac" Gargan）是一名十分貪財的私家偵探，某天受到紐約市的一家報社《號角日報》的總編輯J·喬納·詹姆森的委託去調查看起來只是一名普通青少年的下屬彼得·帕克為什麼總是能拍到別人拍不到的超級英雄蜘蛛人照片，但在彼得敏銳的蜘蛛感應下，麥克自然一無所獲。
之後詹姆森改變方針，他找到一名正在研究蜘蛛人的超能力的科學家並意圖製造出一個可以擊敗蜘蛛人的角色，該名科學家於是發明了一套以蜘蛛人的能力為原理的蠍子戰衣，麥克在貪念的驅使下穿上了戰衣，之後麥克雖然擊敗了蜘蛛人，可是在戰衣的驅使下，他的慾望被放大，從此走上歪路並開始了自己的犯罪生涯，之後便與蜘蛛人多次交戰。
在蜘蛛人的宿敵之一猛毒的宿主艾迪·布洛克罹患癌症時，感覺時日無多的艾迪想把體內的猛毒共生體賣掉換錢來享受自己的餘生，多次敗給蜘蛛人的麥克於是和其他反派競爭，最終成為了猛毒的新任宿主並繼續和蜘蛛人展開鬥爭。
在秘密入侵事件後，諾曼·奧斯朋成為了美國政府的代言人並組建了天錘局，不被超級英雄所信任的他找來許多超級罪犯組建了自己的復仇者聯盟，身為猛毒的宿主的麥克正是其中一份子，並被奧斯朋要求假扮成蜘蛛人。

## 能力
麥克在穿上蠍子戰衣後除了擁有超人的力量、速度、敏捷度、耐力、持久力和反射神經外，戰衣更擁有模仿自蜘蛛人的危險預知能力，蠍子戰衣附有的尾巴中更藏有許多機關和武器可以使用。
被蜘蛛人多次擊敗後，麥克成為了猛毒共生體的新任宿主，成功與共生體結合的他從此擁有了蜘蛛人的所有能力。

## 其他媒體

### 動畫
- 《蜘蛛人》：「蠍子人」麥克·加根由Carl Banas配音[2]。
- 《蜘蛛俠和他的驚奇朋友》[2]
- 《蜘蛛人》：蠍子人由馬丁·蘭道、理察·摩爾配音[2]。
- 《蜘蛛人：你的友好鄰居》：「蠍子人」麥克·加根由喬納森·梅迪納配音[3][4][5][6]。

### 電影
- 漫威電影宇宙：由麥可·曼杜（英语：Michael Mando）飾演麥克·加根。
  - 《蜘蛛人：返校日》（2017年）[7]：客串
  - 《蜘蛛人：重生日》（2026年）[8]

### 遊戲
- 《蜘蛛俠》[9]
- 《MARVEL未來之戰》：手機遊戲，蝎子人是玩家可使用角色之一。
- 《蜘蛛人2》